# 76
76（七十六、ななじゅうろく、しちじゅうろく、ひちじゅうろく、ななそじあまりむつ）は自然数、また整数において、75の次で77の前の数である。

## 性質
- 76は合成数であり、正の約数は 1, 2, 4, 19, 38, 76 である。
  - 約数の和は140。
  - 素数を除いて σ(n) − n が平方数になる9番目の数である。1つ前は75、次は90。ただしσは約数関数。(オンライン整数列大辞典の数列 A048699)
- 1/76 = 0.01315789473684210526… (下線部は循環節で長さは18)
  - 逆数が循環小数になる数で循環節が18になる4番目の数である。1つ前は57、次は95。
- 9番目のリュカ数である。1つ前は47、次は123。
- 4番目の14角数である。1つ前は39、次は125。
- 762 = 5776。したがって 76 の累乗数は下2桁が 76 になる。このような2桁の整数は他に 25 がある。
  - 5番目の自己同形数である。1つ前は25、次は376。
  - n と n3 の下2桁が同じになる7番目の数である。1つ前は75、次は99。(オンライン整数列大辞典の数列 A008856)
- 偶数のノントーティエントである。1つ前は74、次は86。
- 異なる平方数の和で表せない31個の数の中で26番目の数である。1つ前は72、次は92。
- 各位の和が13になる4番目の数である。1つ前は67、次は85。
- 76 = 22 + 62 + 62
  - 3つの平方数の和1通りで表せる36番目の数である。1つ前は73、次は78。(オンライン整数列大辞典の数列 A025321)
- 76 = 22 × 19
  - n = 2 のときの 19 × 2n の値とみたとき1つ前は38、次は152。(オンライン整数列大辞典の数列 A110288)
  - 2つの異なる素因数の積で p2 × q の形で表せる12番目の数である。1つ前は75、次は92。(オンライン整数列大辞典の数列 A054753)
- 76 = 43 + 42 − 4
  - n = 4 のときの n3 + n2 − n の値とみたとき1つ前は33、次は145。(オンライン整数列大辞典の数列 A085490)
- 76 = {\displaystyle \sum _{k=0}^{5}(k^{2}+k+1)}
  - n = 5 のときの {\displaystyle \sum _{k=0}^{n}(k^{2}+k+1)} の値とみたとき1つ前は45、次は119。(オンライン整数列大辞典の数列 A006527)
- 76 = 43 + 32 + 21 + 10
  - n = 4 のときの {\displaystyle \sum _{k=1}^{n}k^{k-1}} の値とみたとき1つ前は12、次は701。(オンライン整数列大辞典の数列 A060946)

## その他 76 に関すること
- 原子番号 76 の元素はオスミウム (Os)。
- フィラデルフィア・76ers - NBA のバスケットボールチーム。アメリカ合衆国の独立年（1776年）に因む。
- 『76本のトロンボーン』は、メレディス・ウィルソンのミュージカル『The Music Man』の曲である。
- 76 (フィリップス66) - アメリカのフィリップス66による石油ブランド。
- 第76代天皇は近衛天皇である。
- 日本の第76代内閣総理大臣は海部俊樹である。
- 第76代ローマ教皇はウィタリアヌス（在位：657年7月30日～672年1月27日）である。
- ナムコ（バンダイナムコゲームス・ナムコ）の当て字として使われる。
  - 一例としてはリッジレーサーシリーズのカーナンバー（主にパッケージ、オープニング（アトラクト）、R4 -RIDGE RACER TYPE 4- の PRC のナンバー）
- ハレー彗星は約76年周期で地球に接近する。
- クルアーンにおける第76番目のスーラは人間である。
- 1976年4月2日～1977年4月1日生まれのこの世代は、ネット業界ではナナロク世代と呼ばれる人たちが多く活躍している。
- 1月1日から数えて76日目は3月17日、閏年は3月16日。